# Orion Confectionery
Orion Corporation é um conglomerado sul coreano que atua no ramo alimentício.

## História
Estabelecido em 1956 com a Tongyang Confectionery Corp.

## Competidoras
- Crown Confectionery
- Lotte Confectionery
- Morinaga & Company
- Meiji Seika
- Nabisco
- Glico
- Wrigley Company
- Mondelez International